# Virgen de la Montaña
La Virgen de la Montaña es una advocación mariana venerada como patrona por la población católica de la ciudad española de Cáceres. Recibió la coronación canónica en 1924.
Se conoce desde el siglo XVII y recibe su nombre por ubicarse su santuario en la sierra de la Mosca, un cerro desde el cual se puede contemplar toda la ciudad y que durante varios siglos ha sido lugar de paseo para cacereños y visitantes.

## Historia
El origen exacto de esta advocación es incierto. Su origen en Cáceres comenzó en el siglo XVII, cuando Francisco Paniagua, natural de Casas de Millán, trajo una imagen de la Virgen a la entonces villa de Cáceres, que originalmente recibía el nombre de Virgen de Monserrate. Paniagua se asentó como ermitaño en la sierra de la Mosca, un montículo ubicado al este de la villa, y construyó allí una pequeña ermita. Su peculiar ubicación, en un cerro desde el que se veía toda la villa y sus llanos, la convirtió en un lugar de rezo habitual de los cacereños. Con la ayuda de Sancho de Figueroa, vicario de la entonces parroquia de Santa María, Paniagua fue convirtiendo la ermita original en un santuario de mayor tamaño. El obispo cauriense Jerónimo Ruiz Camargo bendijo el santuario en 1626. En 1635, un año antes del fallecimiento de Paniagua, se aprobó la fundación de la cofradía, siendo obispo Juan Roco Campofrío.
El concejo de la villa declaró patrona a la Virgen de la Montaña en 1688, ratificándolo en un nuevo acuerdo en 1776. No obstante, los continuos cambios políticos de los procesos revolucionarios de finales del siglo XVIII y principios del siglo XIX impidieron su ratificación eclesiástica hasta 1906, cuando Pío X confirmó el patronazgo. La llegada de esta carta papal a Cáceres se produjo en circunstancias muy distintas a las de la pequeña villa que era en el siglo XVIII: el municipio había tenido un importante crecimiento demográfico superando los quince mil habitantes, recibió el título de ciudad en 1882 y comenzó a desarrollar un ensanche urbano en torno al paseo de Cánovas y la estación de ferrocarril. En este contexto, el Ayuntamiento de Cáceres propagó la noticia como un éxito más de la nueva ciudad, siendo recibida la imagen de la Virgen en la localidad con desfiles de carrozas y una velada artística en el teatro de la plaza de las Canterías.

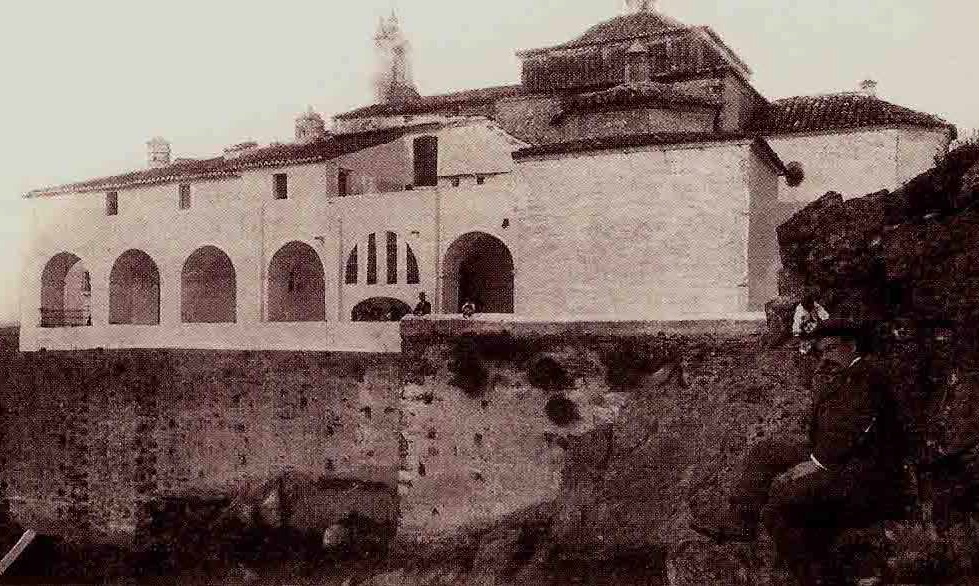
El santuario de la Montaña en 1910.

A lo largo del siglo XX, tiempo durante el cual la ciudad pasó de tener unos quince mil habitantes a más de ochenta mil gracias a la continua llegada de personas procedentes de diversos puntos de la provincia, la Virgen de la Montaña se convirtió en un elemento de unificación cultural de los nuevos habitantes de la ciudad, ya que por toda la provincia existían fiestas relacionadas con el culto católico como romerías, procesiones y novenarios. De este modo, el Novenario de la Virgen de la Montaña, tradicionalmente excepcional, se convirtió progresivamente en una fiesta de celebración periódica. La Virgen recibió la coronación canónica el 12 de octubre de 1924, en una ceremonia en la Plaza Mayor presidida por el cardenal primado Enrique Reig Casanova.
En el último cuarto del siglo XX, la Virgen de la Montaña se vio afectada por los profundos cambios culturales que se produjeron en España durante el reinado de Juan Carlos I. Por un lado, el establecimiento de la aconfesionalidad del Estado frenó la presencia pública de la Virgen en la ciudad y una buena parte de la organización de los actos de la Virgen pasó a organizarse de forma privada. Pero, por el contrario, la declaración de la ciudad vieja de Cáceres como Patrimonio de la Humanidad en 1986 convirtió al santuario de la Montaña en un otero turístico muy popular. En este contexto, en 1995 se produjo un conflicto al coincidir la subida de la Virgen con el festival WOMAD, con protestas de los fieles contra el Ayuntamiento al tener que pasar la procesión por los restos de suciedad del festival. Mientras tanto, la Caja de Salamanca y Soria patrocinó una romería en el pantano de Valdesalor, a la que se sumó en 1997 una segunda romería de Caja de Extremadura en El Rodeo; ambas romerías se unieron en 2001 en torno al santuario pero desaparecieron en 2003 por falta de apoyo económico.
En 2018, la Junta de Extremadura dio al Novenario de la Virgen de la Montaña el título de fiesta de interés turístico.
Desde el 12 de octubre de 2023 y durante un año, la hermandad celebra el centenario de la coronación canónica de la Virgen de la Montaña, habiéndose concedido por la  Santa Sede el año jubilar. Los actos celebrativos contarán con una bajada extraordinaria de la patrona, visitas de la sagrada imagen a barrios periféricos, una magna mariana junto a las vírgenes dolorosas de la  Semana Santa de Cáceres y otros actos que se irán desvelando a medida que avance tan significativo año.

## Imagen

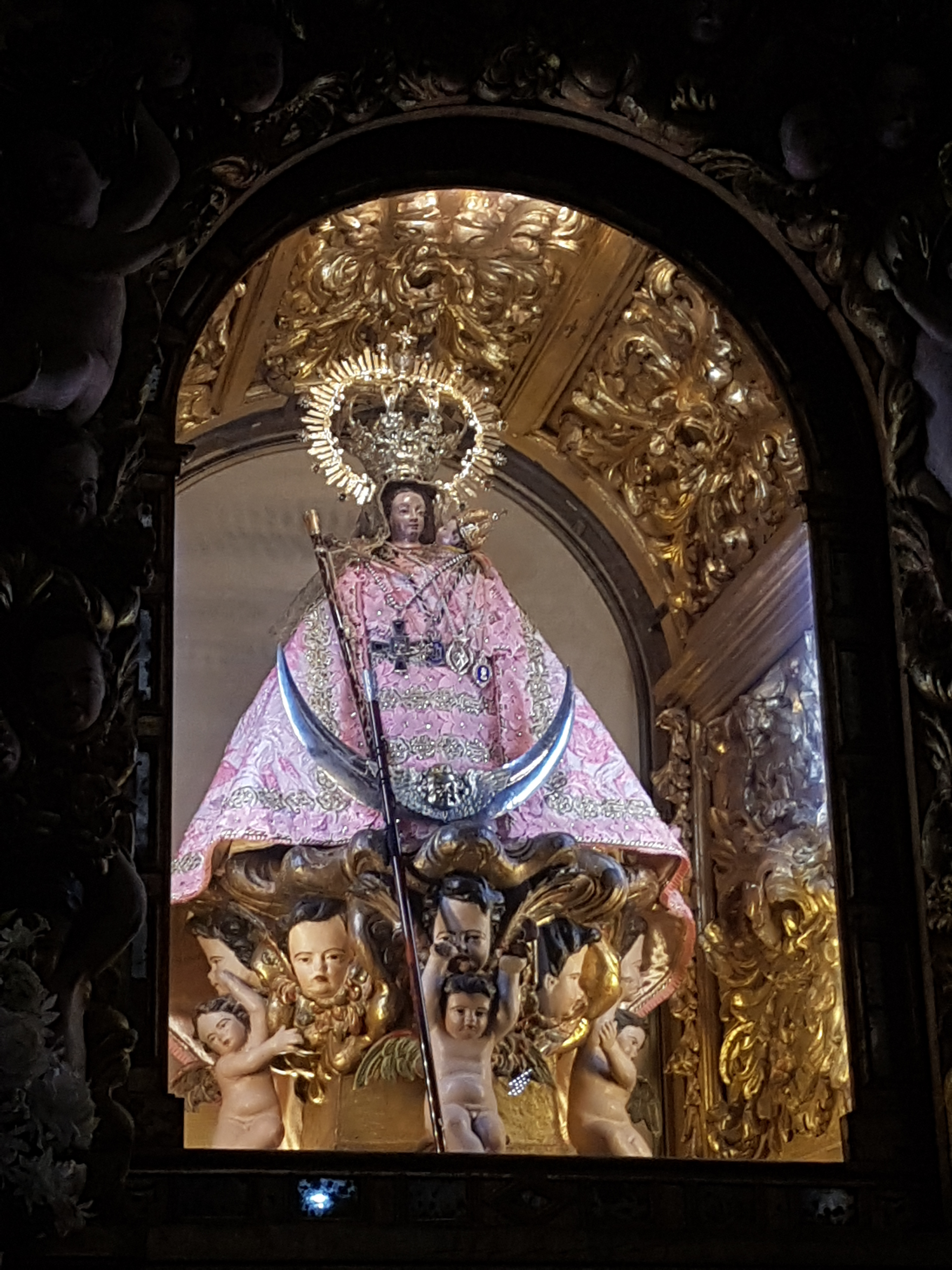
La Virgen en el camarín del santuario

Debido a la evolución histórica de la veneración de esta advocación en Cáceres, actualmente existen varias imágenes de la Virgen. La imagen original que trajo a la villa Francisco de Paniagua es una imagen de unos 28-35 cm que está guardada permanentemente en el santuario de la Montaña y actualmente no procesiona. El pequeño tamaño de la talla se debe a que Francisco de Paniagua la utilizaba para pedir limosna por la villa y la trasladaba continuamente.
La imagen más popularmente conocida como Virgen de la Montaña, expuesta permanentemente en el altar mayor del mismo santuario y bajada a la ciudad en procesión anualmente, es una talla anónima de 58 cm de la escuela andaluza de escultura barroca, fechada entre 1620 y 1626 y atribuida sin certeza a la escuela sevillana de escultura. Es una policromía realizada sobre madera de nogal que representa a la Virgen con el Niño en su brazo izquierdo.
En el convento de San Pablo de la ciudad vieja de Cáceres hay una tercera talla histórica de la Virgen de la Montaña, probablemente tallada en Sevilla en 1641 a petición de Sancho de Figueroa. Esta imagen es por lo general desconocida para el público y se conoce su ubicación en el interior del convento al menos desde el siglo XVIII. El Niño Jesús de esta imagen es una modificación de finales del siglo XIX añadida en unos talleres de Olot.

## Santuario

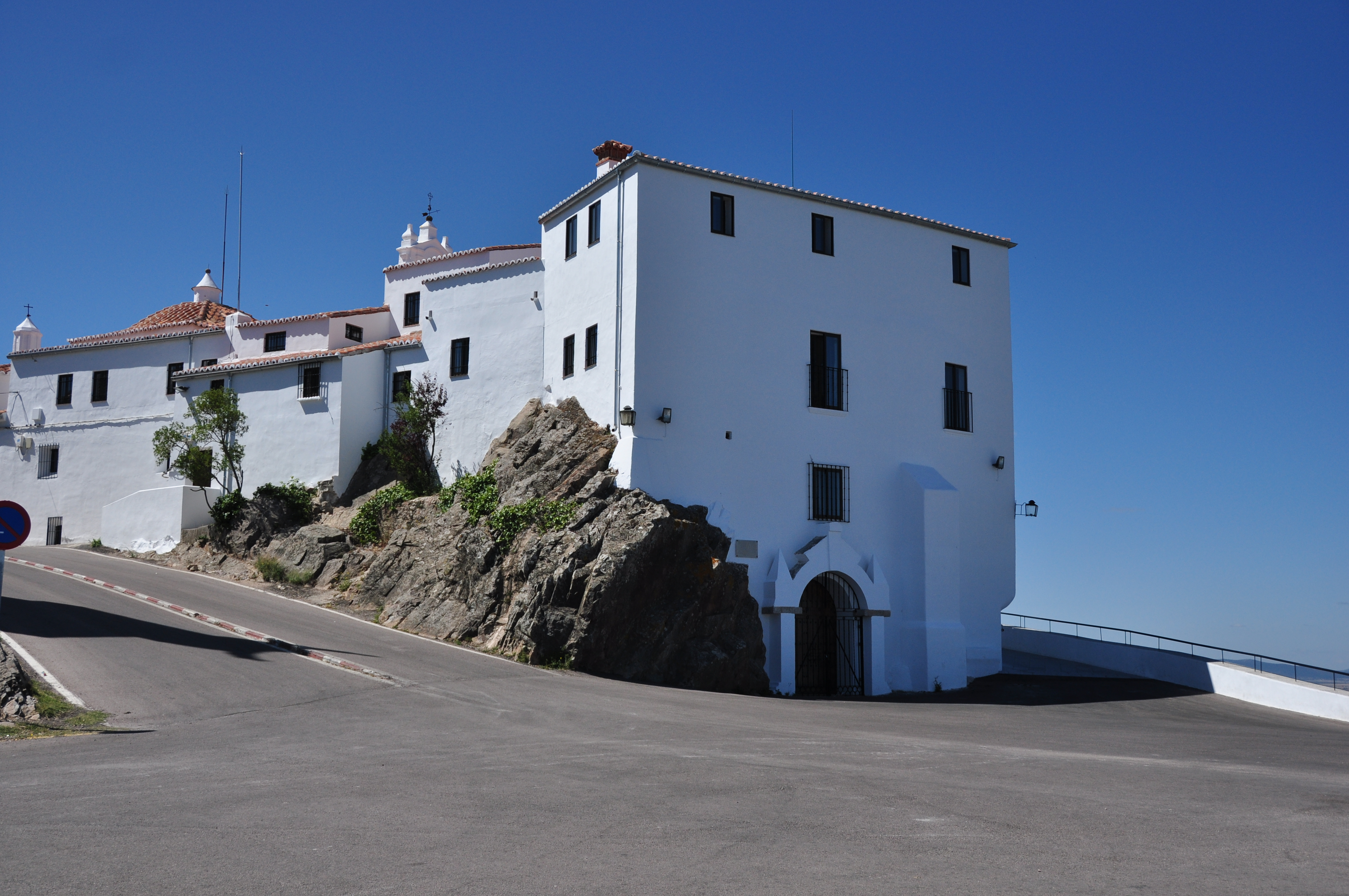
Santuario de la Montaña.

Las dos imágenes principales de la Virgen se albergan en el santuario de la Montaña, una ermita situada en un cerro al este de la ciudad conocido como la sierra de la Mosca. Desde este santuario puede observarse casi toda la ciudad y sirve de punto final a un antiguo recorrido de peregrinaje local que abarcaba ocho ermitas desde la puerta de Mérida hasta el santuario: Soledad, Candelas, San Ildefonso, San Marcos, San Marquino, Amparo y Calvario.
El santuario es un complejo religioso formado por tres capillas. La primera fue construida por Francisco de Paniagua y tiene el aspecto de una pequeña cueva de 6’50 por 2’70 metros de superficie con una altura de dos metros y medio; esta primera capilla empezó a construirse en 1621. La segunda capilla es el resultado de la ampliación de la gruta para convertirla en una ermita común y fue desarrollada por Sancho de Figueroa en la segunda mitad del siglo XVII. Por último, la tercera capilla se construyó en la primera mitad del siglo XVIII ampliando la segunda en profundidad, como consecuencia de la cada vez mayor afluencia de visitantes. Debido a que la tercera capilla aprovechó los muros de la segunda, se desconoce dónde estaba el límite entre ambas, aunque lo más probable es que la segunda solo ocupase algo más del actual coro de la ermita, según indicó Ortí Belmonte en 1949.
El complejo del santuario es más extenso que el propio edificio de las tres capillas. Entre otras instalaciones, cuenta con una plazuela para observar la ciudad construida a finales del siglo XVII, una carretera de acceso a la ciudad construida a finales del siglo XIX, un templete cuya historia se remonta a principios del siglo XVIII y un monumento al Sagrado Corazón de Jesús de 1926.

## Festividades

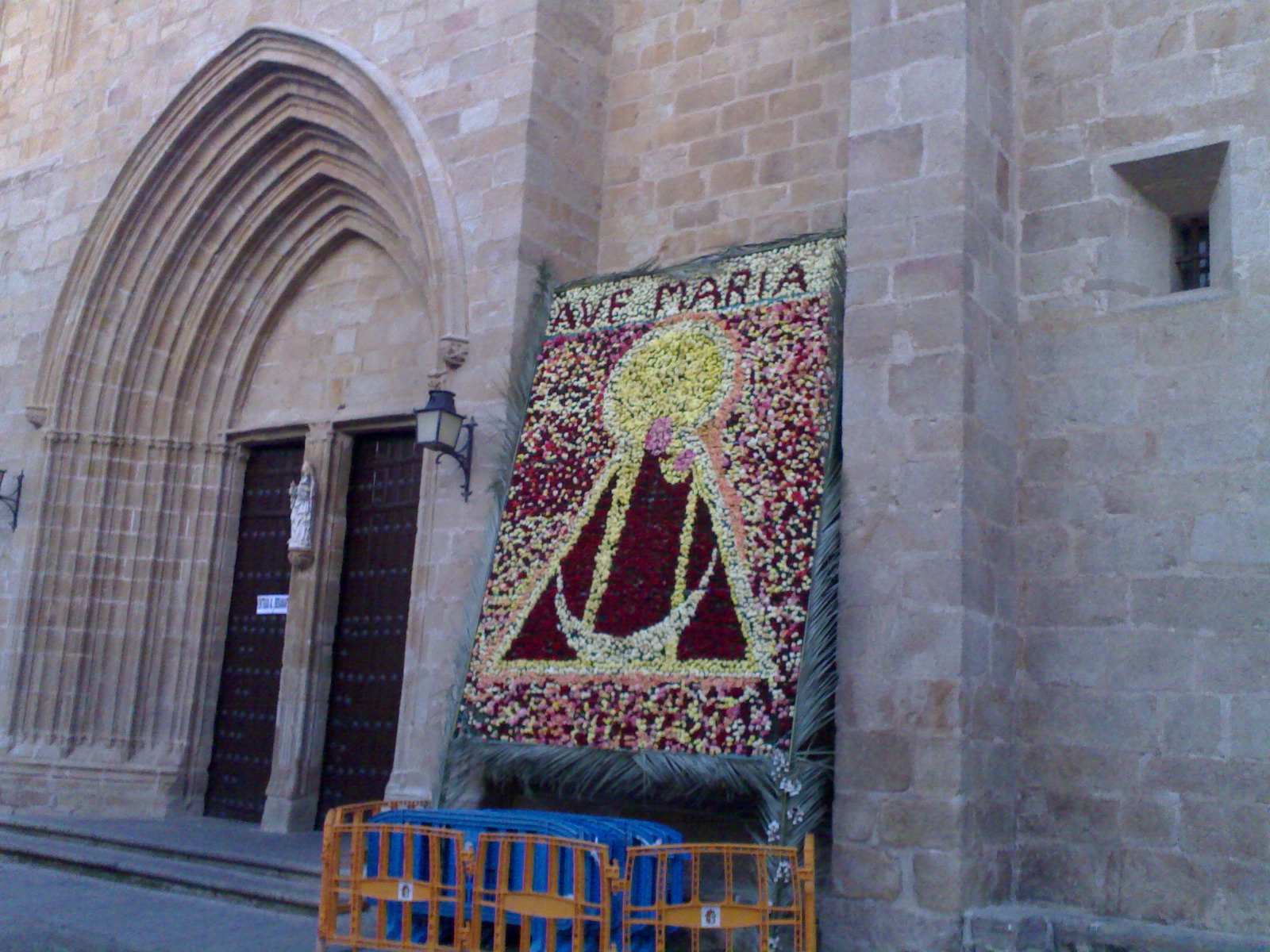
Flores en el exterior de la concatedral de Santa María durante el Novenario de 2008.

Desde la llegada de la imagen a Cáceres en el siglo XVII y hasta principios del siglo XX, la costumbre local era venerar a la imagen únicamente en su santuario, ya que casi nunca se bajaba al casco urbano. La costumbre era bajar la imagen únicamente para rezar en momentos de extrema necesidad como sequías, guerras o enfermedades. La primera procesión de bajada de la imagen tuvo lugar en 1641 con motivo de una pertinaz sequía. En 1928 se creó el Novenario de la Virgen de la Montaña como festividad periódica en honor a la Virgen, que originalmente se celebraba cada cuatro años hasta que en 1945 se decidió hacerlo anual. El motivo de este cambio de criterio de la cofradía se debió a los fuertes aumentos de población que tuvo la ciudad en el siglo XX, que llevaron a Cáceres numerosos nuevos vecinos que procedían de pueblos en los que había muy diversos cultos a la Virgen. La celebración se hizo muy conocida, hasta el punto de alcanzar el estatus de fiesta de interés turístico regional en 2018.
La celebración del Novenario sigue un programa híbrido entre los actos tradicionales en los que se bajaba la imagen excepcionalmente en situaciones de necesidad y otros actos añadidos a lo largo del siglo XX como consecuencia de la llegada masiva de nuevos habitantes a la ciudad y la necesidad de apertura al turismo. La celebración comienza once días antes del primer domingo de mayo, cuando por la tarde se celebra la procesión de bajada en la cual la imagen de la Virgen se lleva en procesión hasta la concatedral de Santa María, entrando en la ciudad por San Marquino y accediendo al casco antiguo por los alrededores de la iglesia de Santiago. Durante los nueve días que dura el Novenario, la concatedral permanece abierta durante todo el día y dentro se ofician diez misas diarias. Entre los diversos actos que se celebran en el Novenario en la concatedral hay una presentación de los niños nacidos ese año, besamantos y conciertos de música clásica. La subida de la Virgen tiene lugar el primer domingo de mayo por la mañana, en una procesión que sale del casco antiguo pasando junto a la iglesia de San Juan y el convento de Santa Clara.

## Novenario en honor a la Virgen de la Montaña
El Novenario a la Virgen de la Montaña comienza con la Bajada anual desde su Santuario hasta la S.I. Concatedral de Santa María doce días antes del primer domingo de mayo, día de la madre. El Novenario fue declarado de Interés Turístico Regional por la Junta de Extremadura en 2018

#### Procesión de Bajada
La bajada consiste en una procesión desde el Santuario de la Montaña donde la Virgen con el manto de la ciudad desciende desde su ermita hasta la ciudad para recibir el amor y cariño de los cacereños y cacereñas.
Como curiosidad la Virgen de la Montaña baja y sube indiferentemente a las condiciones meteorológicas. 

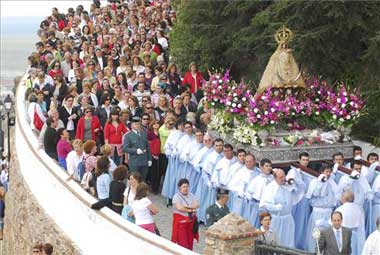
Bajada de la Virgen de la Montaña

La primera de las paradas en el largo trayecto es en la ermita del Calvario propiedad de la Cofradía de la Soledad donde empieza el famoso "tramo del pueblo", un tramo hasta la ermita del Amparo donde toda persona ajena a la cofradía puede cargar con la sagrada imagen. Ya en la ermita del Amparo la Cofradía del Amparo realiza su tradicional ofrenda floral, tradición que empezó en 1994.
A la llegada a Fuente Concejo es recibida por una multitud de personas donde los representantes eclesiásticos le cantan la Salve Regina y la representación civil presidida por el alcalde o alcaldesa hace entrega a la imagen del bastón de mando de la ciudad.
Desde ahí atravesará la calle Caleros, hermana de honor de la Virgen de la Montaña desde 1970, arcos de flores, balcones engalanados y el himno de Cáceres, el Redoble suenan al paso de la patrona de la ciudad, los vítores y vivas a la virgen de la montaña son constantes en la procesión
Atravesando la plaza de Santiago recibe ofrenda florales de los Scouts Yago, Cofradía de Jesús Nazareno y Cofradía de la Sagrada Cena.
Posteriormente es recibida por la tuna en la plaza del duque y entra en la plaza mayor a presidir un altar en el Excelentísimo Ayuntamiento, después retoma su rumbo hasta la S.I. Concatedral de Santa María.

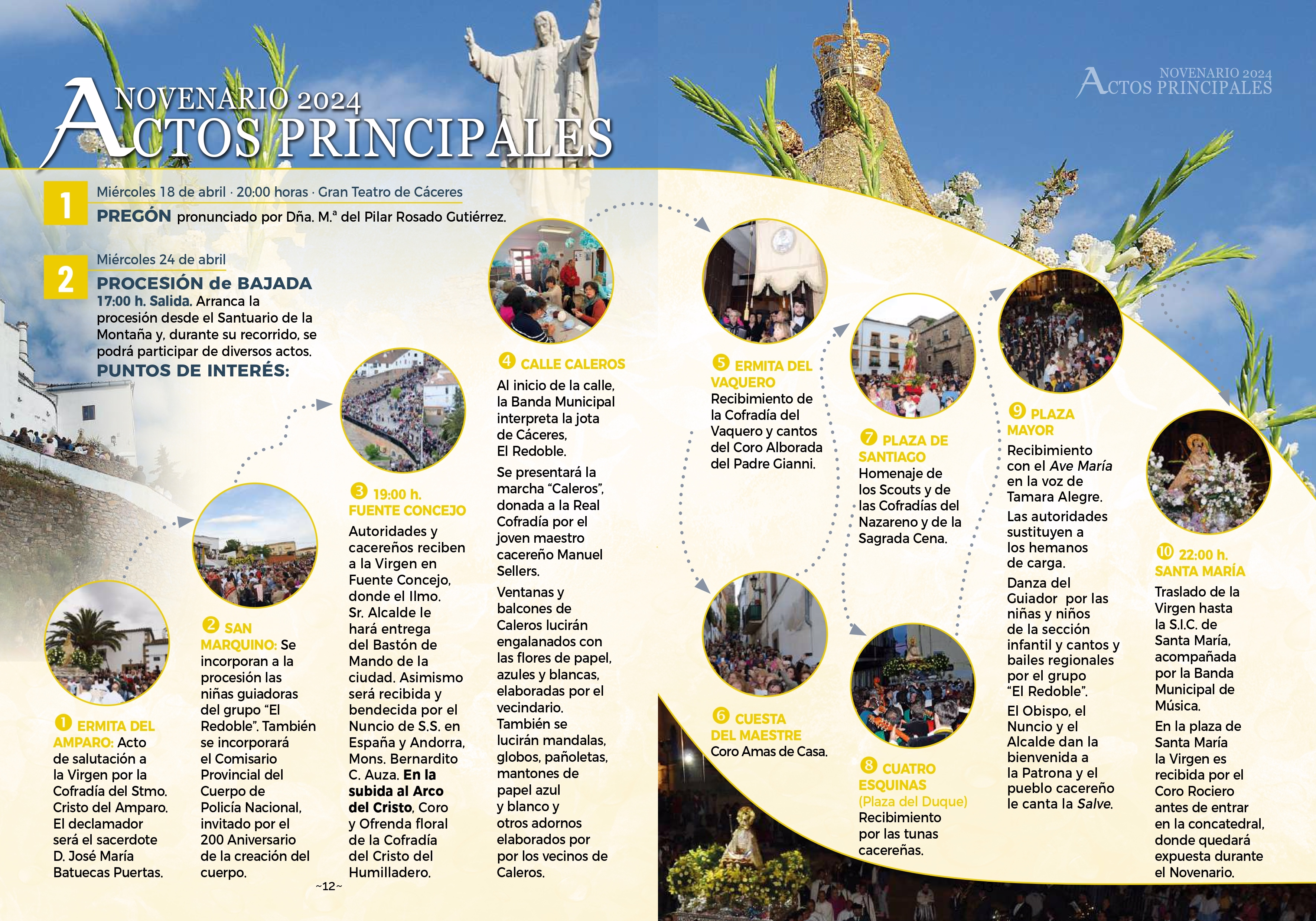
Programa de actos de la Bajada de la Virgen de la Montaña

#### Novenario en honor a la Virgen de la Montaña

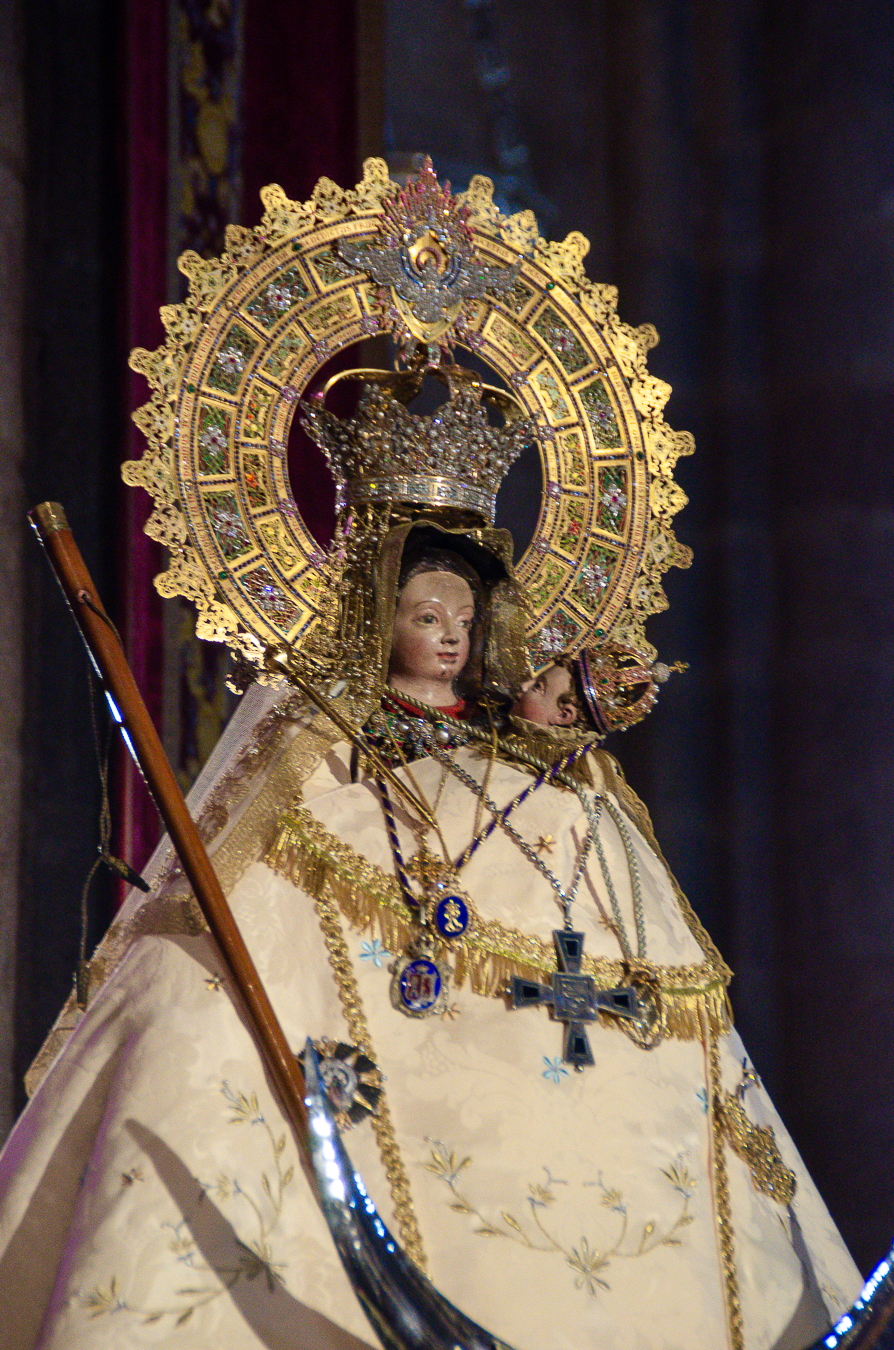
La Virgen de la Montaña en su Novenario

Una vez bajada la imagen tiene lugar la novena en la S.I. Concatedral de Santa María de Cáceres, durante esos días una gran multitud de fieles y devotos inundan la Concatedral a todas horas, la iglesia abre de 8:00 horas a 23:00 horas.

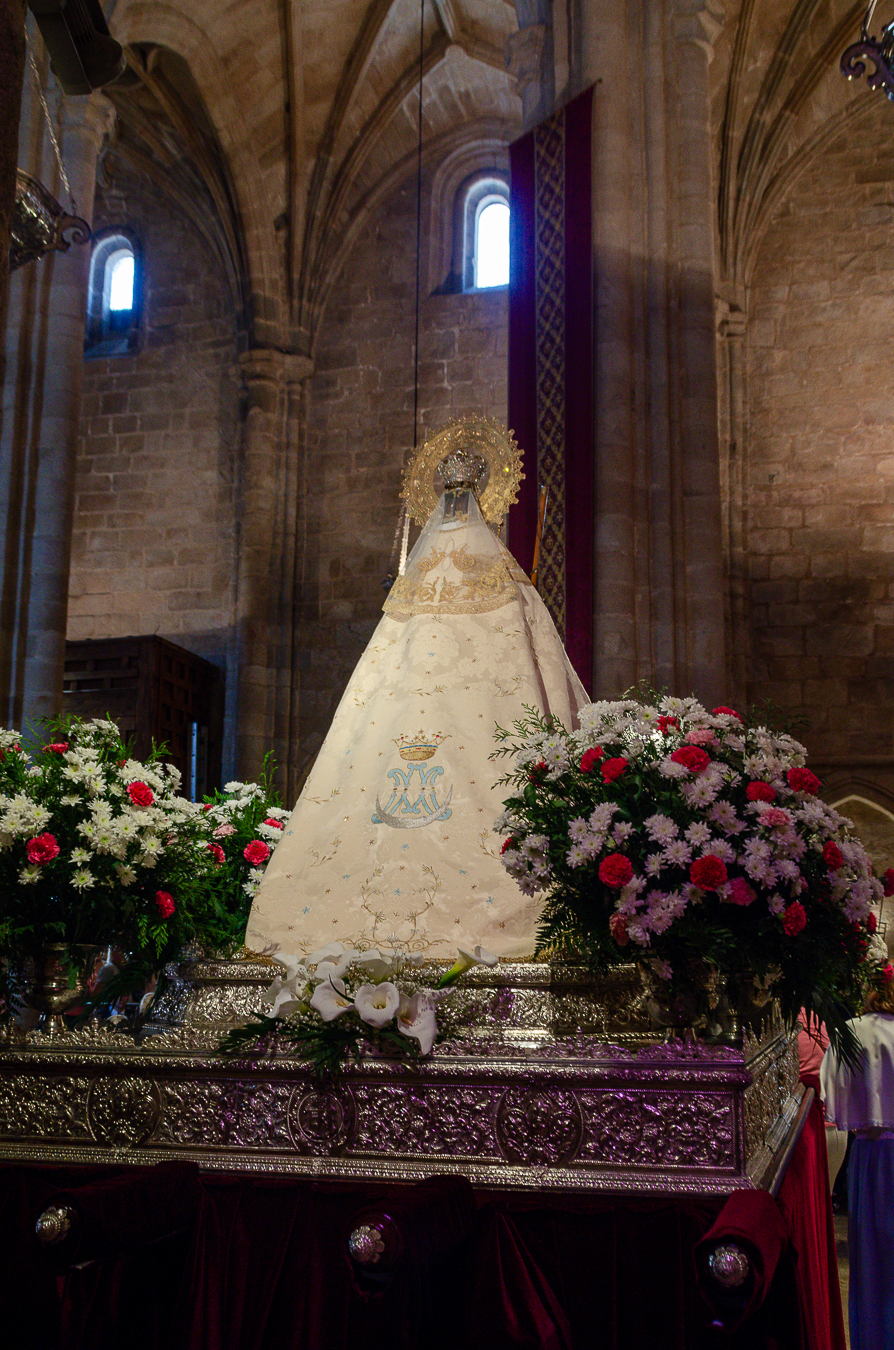
Detalle del manto de besamanto de 2023

Durante el novenario se celebran diferentes misas organizadas por diferentes grupos así mismo se realizan diferentes actos en torno a la sagrada imagen como es la presentación de niños a la Virgen.
Como particularidad la imagen luce un manto distinto en cada día de la novena de su extensa colección de mantos y es tradición popular entre los fieles el adivinar el color del manto de la Virgen, contando la tradición que si se acierta, la Virgen concederá una gracia.
En los últimos días de la novena la virgen se expone en Solemne Besamanto, empieza el viernes y dura hasta el sábado a las 23:00 horas, la virgen es bajada del altar mayor y es expuesto su largo manto a los besos de los fieles. La Cofradía también tiene una gran reserva de mantos del besamanto para evitar el deterioro constante, aparte también tiene mantos especiales para el beso de los enfermos, donde el manto es llevado a las residencias o centros hospitalarios que lo requieran para que el enfermo bese el manto de la patrona.

#### Procesión de Subida
Y tras los 9 días del novenario y el día extra del besamanto, la virgen retoma el primer domingo de mayo, conocido popularmente como Domingo de la Montaña, su subida al Santuario.
Acompañada por la banda municipal de Cáceres procesiona desde la S.I. Concatedral hasta Fuente Concejo, por el camino varias muestras de fe y devoción se suceden, como petaladas o vitores a la Virgen de la Montaña.
En Fuente Concejo se devuelve el bastón de mando y la procesión al ritmo del Redoble retoma a paso rápido su subida al santuario.
Por el camino los vecinos de la zona ofrecen embutidos a los cofrades y agua fresca para calmar la sed.
Una vez subida a su ermita, la virgen es recibida por el Coro Rociero que le cantaba en la Misa de Romeros que se realizaba en la explanada del Santuario. Allí la Virgen bendecirá los campos como es tradición.Finalmente se recogerá en su Santuario y dará comienzo a la Romería de la Virgen de la Montaña.

Antiguamente, como se ha comentado arriba, se realizaba la Misa de Romero donde se exponía a la Virgen de la Montaña en su Templete y se procedía a rezar una bonita misa cantada, esto fue suprimido en 2023.

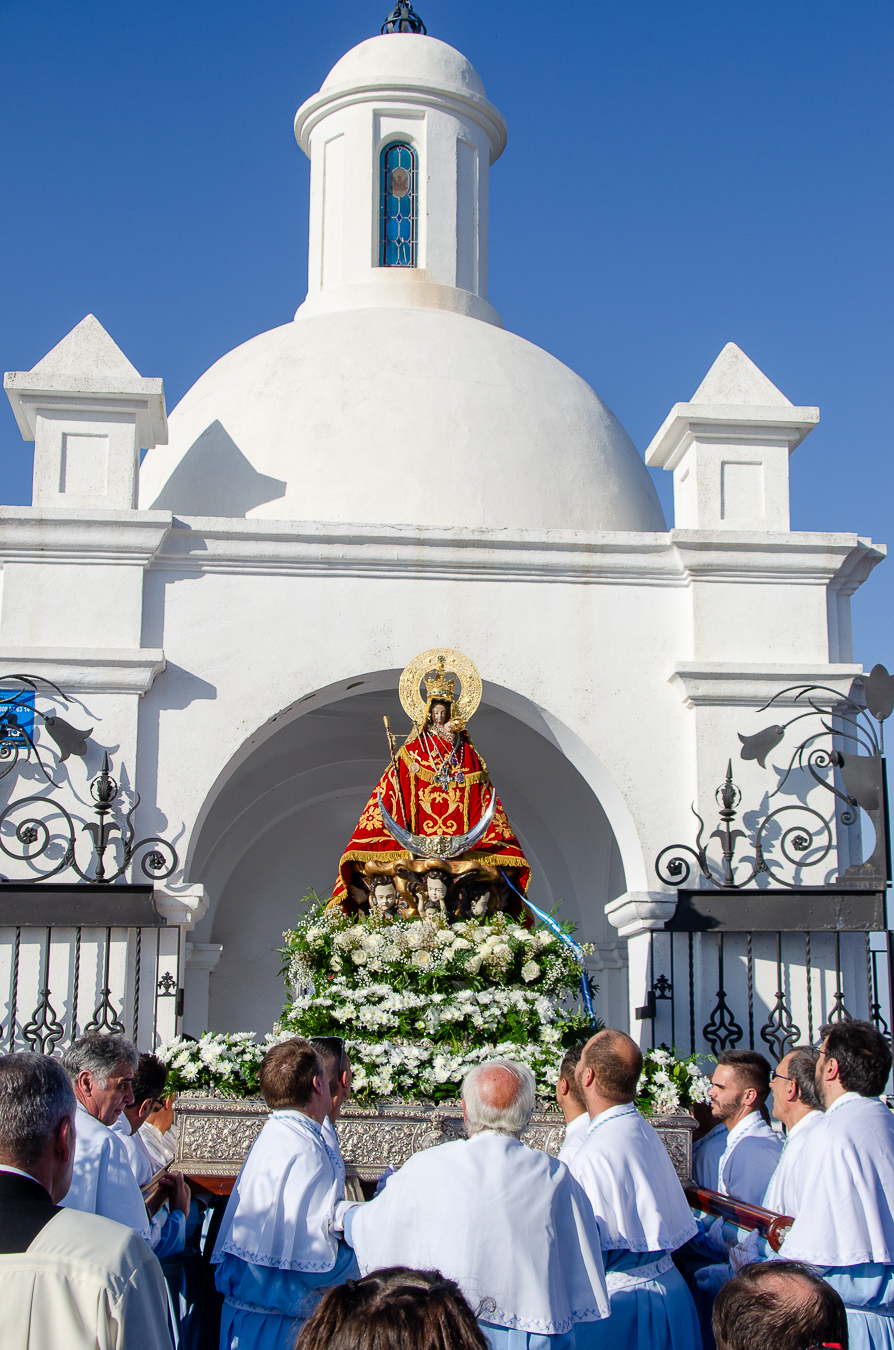
Virgen de la Montaña en su templete, donde presidía la misa de romeros en el Domingo de la Montaña; el momento corresponde al 12 de octubre de 2023, al inaugurarse el Año Jubilar por el centenario de la coronación canónica.

## Coronación Canónica y efemérides

### Coronación (1924)

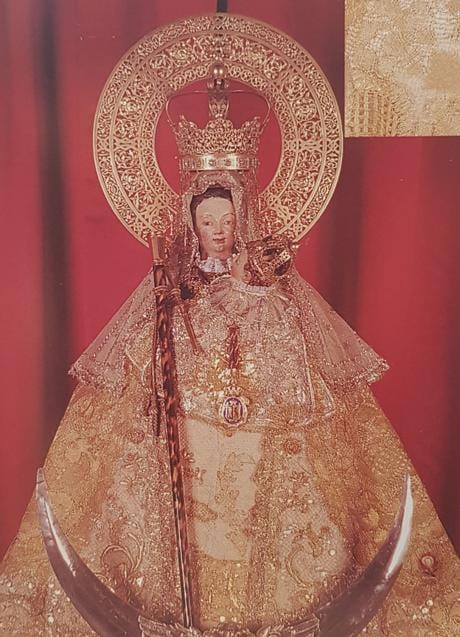
Manto n.º 1, el primero de sus más de 150 mantos, con él se realizó el acto de Coronación

El 12 de octubre de 1924 fue coronada la Stma. Virgen en la plaza Mayor de Cáceres por parte del Cardenal Primado, Monseñor Roig ante miles de ciudadanos.
La corona, fue realizada por Félix Granda y sufragada y donada por numerosos fieles de la ciudad mediante suscripción popular.
La Virgen lució ese día el manto Nº1 de raso blanco, con encajes en hilo de oro y plata donado por S.M. Isabel II de España. 
El acto culminó con las fuerzas que rendían honores a la imagen. 
Durante el año se realizaron numerosas actividades culturales, literarias, religiosas.

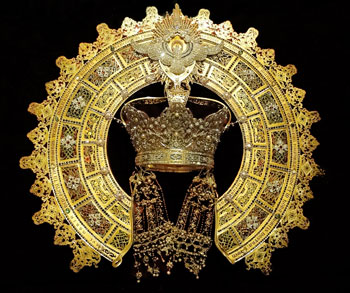
Corona que se impuso sobre la Santísima Virgen de la Montaña

### XXV Aniversario (1949)

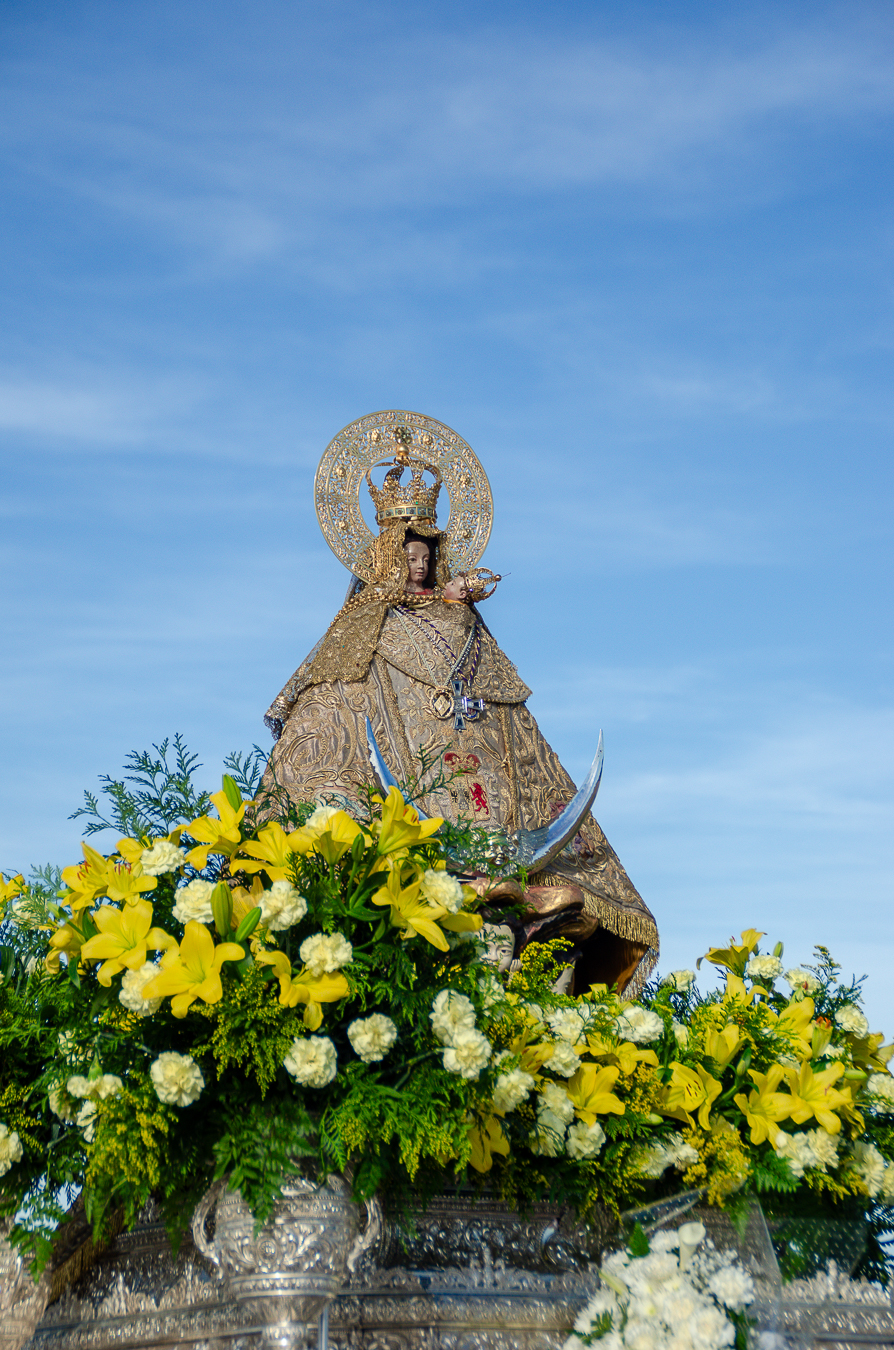
La Virgen de la Montaña luciendo el "Manto de la Ciudad" regalo por el XXV Aniversario de Coronación

En esta ocasión se trató de replicar el programa de eventos de la coronación. Nuevamente el pueblo quiso regalar a su patrona un objeto que perpetuase la efeméride. Así, tras la misa Pontifical y posterior procesión hasta la plaza Mayor, el alcalde Elviro Meseguer hizo entrega del "Manto de la Ciudad", una prenda de tisú de plata fina bordado a mano con oro fino en alto relieve y enriquecido con diversas piedras.
El manto fue colocado por los Prelados de Plasencia y Salamanca junto a la camarera y el Secretario de la Cofradía.

### L Aniversario (1974)
Por los 50 años, la música fue gran protagonista, una zarzuela, recital de cantautores locales, una velada flamenca y un gran cotillón celebrativo.
Además de Solemne Quinario y Solemne Besamanto, los actos culminaron con un Pontifical presidido por el Nuncio apostólico Monseñor Dadaglio junto a los Obispos de Coria-Cáceres (Dr. LLopis Ivorra) y Sigüenza, el vicario de Plasencia y 27 sacerdotes.
El regalo de la ciudad por las bodas de oro consistió en seis ánforas de plata a juego con los relieves del paso procesional.

### LXXV Aniversario (1999)
Cinco Obispos presidieron el Solemne Quinario, que culminó con un nuevo pontifical trasladado a la Concatedral debido a las inclemencias meteorológicas.
La lista de actividades fue la más extensa hasta la fecha, pregón, exposición de mantos, ópera, recitales de música y poesía, conciertos de bandas, etc.
La procesión de regreso finalizó con una misa extremeña en el templete de la explanada de la ermita, regalo recibido por la Virgen en este nuevo aniversario.

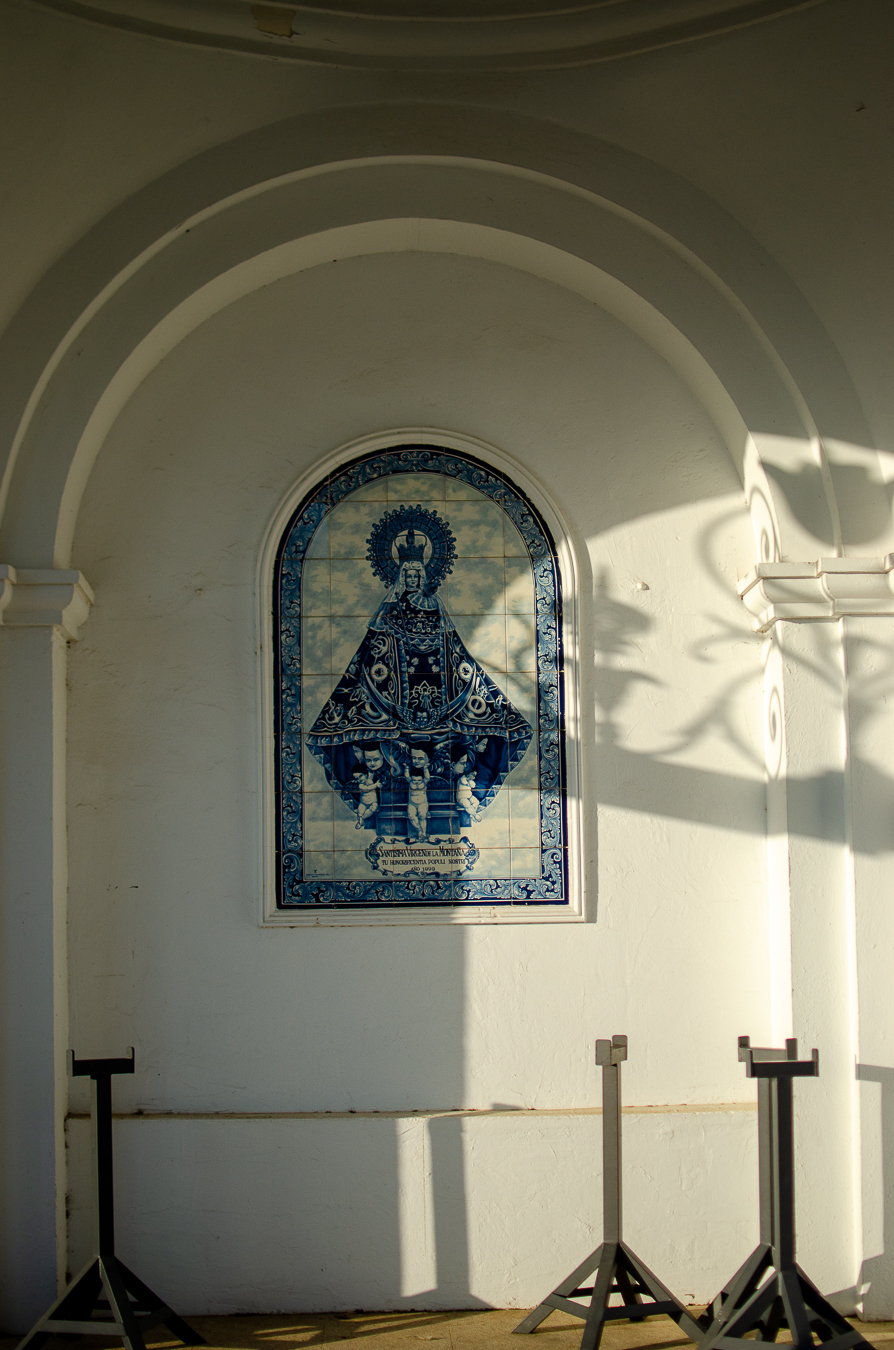
Detalle del templete

### I Centenario (2024)

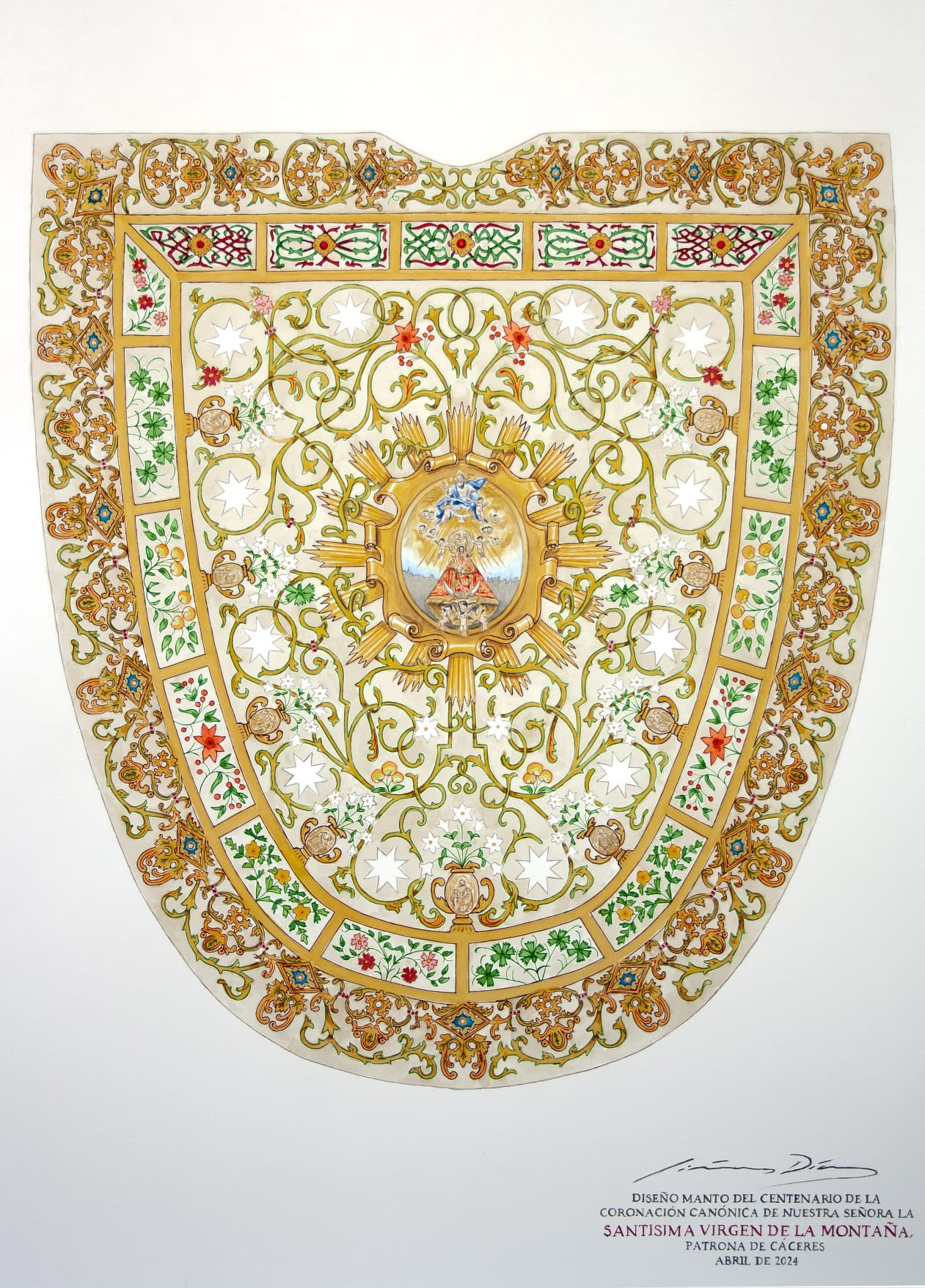
Manto de la Caridad

La conmemoración de los 100 años comenzó con la concesión del Año Jubilar por parte de la Santa Sede y de tal modo el día 12 de octubre de 2023 se iniciaron los actos con una misa en la explanada del santuario presidida por la imagen de la Virgen en su paso y el Cristo de la Salud (propiedad de la Real Cofradía). Tras la eucaristía se abrió la Puerta Santa, hecho replicado en la concatedral al día siguiente. 
Nuevamente la Stma. Virgen recibirá de los cacereños un obsequio, en este caso un original Manto pintado por el artista Daniel Jiménez Díaz. La pieza contendrá el nombre de los donantes en su forro interior y los beneficios de la campaña "Un manto de caridad" irán destinados 35% al culto de la Virgen y 65% a la obra social del centenario. 
Como gran novedad, la Virgen visitará distintas parroquias de las afueras de la ciudad en misión evangelizadora, así como lugares señalados que se irán conociendo. Sumado a esto, la talla primitiva (que se encuentra en la cueva de la Montaña) se trasladará a las pedanías de Cáceres, Valdesalor, Rincón de Ballesteros y estación Arroyo-Malpartida

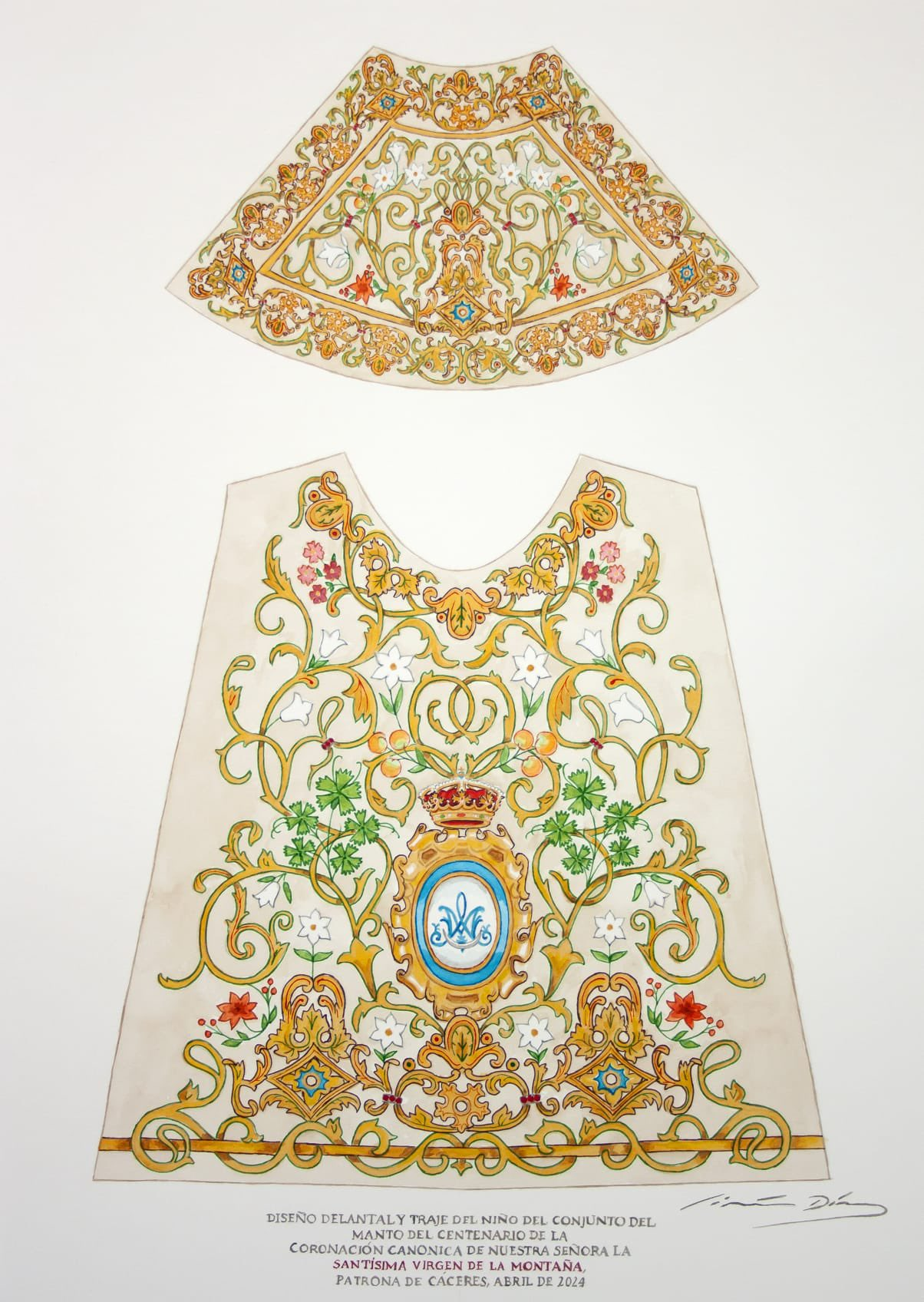
Saya y saya del Niño Jesús

#### • Apertura de las puertas santas y el año jubilar (12 y 13 /10/23)
La apertura de la "Puerta Santa" se realizó el 12 de octubre del año 2023 en la explanada del Santuario de la Virgen de la Montaña, donde se realizó una eucaristía con la presencia del Santísimo Cristo de la Salud y presidiendo su templete la Sagrada Imagen de la Virgen de la Montaña sobre su paso de plata.
Posteriormente el 13 de octubre se procedió a la apertura de la puerta santa en la S.I. Concatedral de Santa María.

#### • Exposición solidaria de arte (19/04 al 12/05)
Se realizó en la sede de la Asociación Extremeña para la Promoción de la Artesanía, ubicada en el Palacio de los Moraga desde el 19 de abril al 12 de mayo de 2024. Las obras mostradas en la exposición y parte de lo recaudado fue donado íntegramente a la cofradía.

#### •Presentación Himno Oficial (03/07)
Fue presentado en la S.I.C. el himno oficial del centenario realizado por Antonio Luis Suárez e interpretado por la banda de música de la Excma. Diputación de Cáceres. Esta pieza es la segunda composición dedicada a la Virgen durante este año tras "Caleros", la marcha de Manuel Sellers estrenada durante el novenario. 
El himno es una obra armónicamente sencilla y reconocible al oído, está escrita en modos mayor y menor y acompañada de una bella letra que se pretende pegadiza.

#### • Pregón oficial del I Centenario de la Virgen de la Montaña (03/09)
El pregón del I centenario de la Virgen de la Montaña fue proclamado por tres personas, Dña. María Félix Tena Aragón, presidenta del Tribunal Superior de Justicia de Extremadura, D. Joaquín Floriano Gómez, mayordomo de la Real Cofradía de la Virgen de la Montaña y por el hermano D. Alberto Fernández Benaín. El acto tuvo lugar en el Gran Teatro de Cáceres con un lleno general dando inicio a la última parte del Año Jubilar.

#### • Procesión extraordinaria de bajada (05/09)
La Sagrada imagen bajó desde su Santuario el 5 de septiembre a las 19:00 horas, con un novedoso recorrido: Santuario, Fuente Concejo (20:15) , Miralrío, Puente de San Francisco, Camino Llano, Clavellinas, San Pedro, San Juan, Gran Vía, plaza Mayor (22:30) y finalmente S.I. Concatedral de Santa María donde se recogerá.

#### • Misiones evangelizadoras (06/09 al 02/10)[32]
A partir del 6 de septiembre la Sagrada Imagen fue trasladada de forma privada o de forma pública en procesión por los diferentes barrios y centros de la ciudad, las iglesias en las que estuvo la sagrada imagen rindieron solemne triduo en honor a la Virgen de la Montaña.
El calendario fue tal que:
- 06/09 - Traslado privado hacia el CEFOT , traslado privado hacia el Hospital San Pedro de Alcántara. En la tarde de ese mismo día se iniciaron los traslados procesionales por la ciudad en las llamadas "misiones", el primero de ellos, hacia la parroquia del Espíritu Santo.[33]
- 07/09 - 09/09 - Solemne triduo en honor a la Virgen de la Montaña en la parroquia del Espíritu Santo
- 10/09 - Visita del centro Ntra. Sra. del Rosario y más tarde el centro residencial "Cervantes". Posteriormente fue trasladada hacia la parroquia Sagrada Familia en el Nuevo Cáceres.[34]
- 11/09-13/09 - Solemne triduo en honor a la Virgen de la Montaña en la parroquia Sagrada Familia.
- 14/09 - 16/09 - Previo traslado privado se realizaría el triduo en honor a la Virgen de la Montaña en el Centro Pastoral Jesús Obrero en Aldea Moret, el 14 de septiembre la sagrada imagen recorrerá las calles aledañas en procesión.[35]
- 17/09 - Traslado privado a los colegios, primero el colegio San Antonio de Padua (La eucaristía será en honor a los 800 años de los estigmas de San Francisco de Asís)  y posteriormente al colegio las Josefinas. Desde dicho colegio partió en la tarde-noche hasta la iglesia de Nuestra Señora del Rosario de Fátima.
- 18/09 - 20/09 - Solemne triduo en honor a la Virgen de la Montaña en la parroquia de Ntra. Sra. del Rosario de Fátima.[36]
- 20/09 - Traslado hacia la iglesia del Beato Marcelo Spínola en la barriada de El Vivero desde la parroquia de Ntra. Sra. del Rosario de Fátima.[37] Las Tunas cantaron en las inmediaciones de Fátima despidiendo a la Virgen de la Montaña del centro de la ciudad.
- 21/09 - 23/09 - Solemne triduo en honor a la Virgen de la Montaña en la iglesia del Beato Marcelo Spínola en El Vivero
- 24/09 - Visitó la comandancia de la Policía Nacional y posteriormente la de la policía local, fue trasladada hacia el colegio Santa Cecilia "Las Carmelitas", donde fue venerada hasta que se trasladó en procesión hacia la parroquia de San José.
- 25/09 - 27/09 - Solemne triduo en honor a la Virgen de la Montaña en la parroquia de San José
- 27/09 - Procesión de traslado hacia la ermita de San Blas en la que le fue entregada la Beca del colegio mayor Antonio Franco, a su llegada a San Blas fue acompañada por sus guiadoras.
- 28/09 - Solemne veneración a la sagrada imagen en la ermita de San Blas con degustación de carnes de caza y posterior vigilia juvenil en la explanada.
- 29/09 - Procesión de traslado hasta el cementerio "Nuestra Señora de la Montaña" a las 10:00 horas, desde donde partió hacia la iglesia de San Juan Macías en la Mejostilla a través de Rafael Lucenqui, Pedro Romero de Mendoza, Bartolomé José Gallardo, puente de la Ronda Norte, Ana Mariscal y parroquia de San Juan Macías. Allí fue recibida y escoltada por el grupo motero "Buitres Leonados" que realizó una bendición de cascos.
- 29/09 - 01/10 - Solemne triduo en honor a la Virgen de la Montaña en la iglesia de San Juan Macías.
- 01/10 - Será trasladada al convento de Obra de Amor, sita en la plaza de la Audiencia a las 20:00 horas.
- 02/10 - Previo traslado privado la imagen estuvo en la residencia asistida de mayores "El Cuartillo" a las 10:00 horas, pasando después al centro penitenciario de Cáceres donde los reclusos pudieron venerarla de 17:00 horas a 19:00 horas, tras ello fue trasladada al convento de San Pablo.
- 03/10 - Fue recibida con todos los honores en la comandancia de la Guardia Civil a las 9:00 horas visitando posteriormente, a las 15:00 horas, el Hospital Universitario de la Ciudad de Cáceres, por último a las 20:00 horas fue trasladada al convento de Santa Clara.
- 04/10 - La imagen será venerada en la plaza Mayor de Cáceres con un gran acto a las 11:00 horas donde recibirá a todos los colegios de la ciudad, posteriormente la Virgen bajó al seminario diocesano y finalmente visitó también el convento de las Jerónimas a las 20:00 horas.
- 05/10 - En la mañana de la Magna la Virgen visitó la residencia de la Cruz Blanca a las 10:00 horas.

#### • Magna Mariana "Montaña Madre de Todos" (05/10)
Seguramente fue el acto más destacado de cuantos llenan el calendario, la magna procesión contó con la presencia de las dolorosas titulares de las hermandades de penitencia cacereñas además de la Virgen del Rosario portada por la Cofradía de los Estudiantes (Cáceres). También se sumarán como parte del cortejo aunque sin paso, algunas Hermandades de Gloria como Fátima (es parte de la Hdad. de Jesús Despojado), Virgen de Lourdes, María Auxiliadora o Guadalupe del Vaquero. 
Los traslados comenzaron el mismo día desde las 15:00 y se prolongaron hasta las 17:00 siendo el inicio de la procesión a las 18:00 y transitando por Avda de España, San Antón, San Pedro, San Juan, Gran Vía y plaza Mayor, donde esperó la imagen de la Virgen de la Montaña y se situaron en orden para un acto de oración. A las 23:00 se iniciaron los regresos.
Las demás cofradías sin imagen mariana se incorporaron a un cortejo cuyo orden fue:
- Nuestra Señora del Rosario, SXVII (niño y manos SXVIII), Cofradía de los Estudiantes (Cáceres)

- María Stma. de la Pureza, 2023, Hermandad de Jesús de la Lealtad Despojado (Cáceres)
- Ntra. Sra. de Gracia y Esperanza, 2002, Hermandad de la Expiración
- María Stma. de la Estrella, 2014, Hermandad de la Salud (Cáceres)
- Ntra. Sra. del Rosario en sus misterios dolorosos, 2016, Cofradía del Cristo de la Victoria (Cáceres) y Hermandad de Jesús Condenado
- Ntra. Sra. del Sagrario, 1998, Cofradía de la Sagrada Cena (Cáceres)
- Ntra. Sra. de la Caridad, SXVIII, Hermandad del Amor (Cáceres)
- María Stma. de la Esperanza, 1949, Cofradía de los Ramos (Cáceres)
- Representación del Cristo Negro y Hermandad Esperanza del Vivero
- Dolorosa de la Cruz, 1953, Cofradía de la Vera Cruz (Cáceres) y Cofradía del Amparo
- Ntra. Sra. de la Soledad, SXVI, Cofradía de la Soledad (Cáceres)
- Ntra. Sra. de la Encarnación, 1960, Cofradía del Espíritu Santo (Cáceres)
- Ntra. Sra del Buen Fin y Nazaret, 1990 partiendo de una mascarilla del SXVIII, Cofradía de las Batallas
- Ntra. Sra de la Misericordia, 1927, Cofradía de Nuestro Padre Jesús Nazareno (Cáceres)

##### Acompañamiento Musical
Hasta nueve fueron las formaciones musicales que pongan sus sones a las imágenes marianas:
- Banda Infantil del Espíritu Santo, Cáceres (Cofradía del Espíritu Santo (Cáceres)).
- Banda Sinfónica de la Excma. Diputación de Cáceres.
- Banda de Zafra.
- Banda de música de Barcarrota.
- Agrupación Músico-Cultural de Bienvenida.
- Banda de Villanueva de la Serena.
- Banda municipal de música de Cáceres.
- Banda de CCyTT Stmo. Cristo del Humilladero de Cáceres (Cofradía del Espíritu Santo (Cáceres))
- AM Nuestra Señora de la Misericordia de Cáceres (Cofradía de Nuestro Padre Jesús Nazareno (Cáceres))

#### • Solemne Quinario Extraordinario en honor a la Virgen de la Montaña por su I Centenario de Coronación (06/10 a 10/10)
Tras la procesión Magna Mariana la imagen regresará a la S.I. Concatedral de Santa María donde se realizará un Quinario desde el 6 al 10 de octubre. Los dos últimos días, 10 y 11 de octubre fueron reservados para el besamanto.
El Solemne Quinario será oficiado por obispos de las diferentes diócesis de Extremadura:
- Día 1: Ofició la misa el obispo emérito de Albacete D.  Ciriaco Benavente Mateos
- Día 2: Ofició la misa el Arzobispo de Mérida-Badajoz D. José Rodríguez Carballo
- Día 3: Ofició la misa el obispo de Plasencia D. Ernesto Jesús Brotóns
- Día 4: Ofició la misa el obispo emérito de Jaén D. ‘Amadeo Rodríguez Magro’
- Día 5: Oficiará la misa el Arzobispo de Toledo, Primado de España D. Francisco Cerro Chaves

Como dato curioso, D. Ciriaco y D. Francisco Cerro fueron obispos en la diócesis Coria-Cáceres a la que la Virgen de la Montaña pertenece. 
Adjunto al Quinario se desarrollarán multitud de conciertos, actuaciones, folclore y otras actividades alrededor del Solemne Quinario.

#### • Pontifical, estreno del manto  (12/10)
El 12 de octubre a las 19:00 horas, la sagrada imagen iba a ser expuesta en la Plaza Mayor de Cáceres donde se celebraría la solemne misa pontifical  como acción de gracias por la Coronación Canónica, pero por inclemencias meteorológicas fue trasladada al interior de la S.I. Concatedral de Santa María donde estrenó el manto de la caridad que el pueblo de Cáceres donó a la sagrada imagen.
Fue presidida por el Nuncio papal D. Bernardito Auza y oficiada por el Sr. Obispo Jesús Pulido Arriero.
Al término de la misma se dio por cerrada la Puerta Santa de la S.I. Concatedral de Santa María.
• Procesión de subida (13/10)
El 13 de octubre a las 10:00 horas, finalmente, la imagen volvió a su santuario en una procesión de subida que puso broche final a los actos del centenario. El cortejo tuvo el honor de contar con el Nuncio papal D. Bernardito Auza.
El recorrido fue el siguiente: plaza de Santa María, Arco de la Estrella, plaza Mayor, plaza del Duque, Santiago, Caleros, Fuente Concejo, carretera de la Montaña y Santuario. Haciendo por primera vez el camino de bajada a la inversa.
Una vez llegada al Santuario se cerró la Puerta Santa dando por finalizado el Año Jubilar.
• Gala de clausura (19/10)
• Camiseta Conmemorativa (4/11)
Una vez finalizados los actos conmemorativos, el equipo de fútbol de la ciudad, el CP Cacereño lanzó una camiseta inspirada en la túnica de los hermanos de la Virgen de la Montaña de color azul celeste. Además, la camiseta incluyó el logo del centenario en el pecho y la leyenda "Patrona de Cáceres" en el cuello.

## Impacto cultural

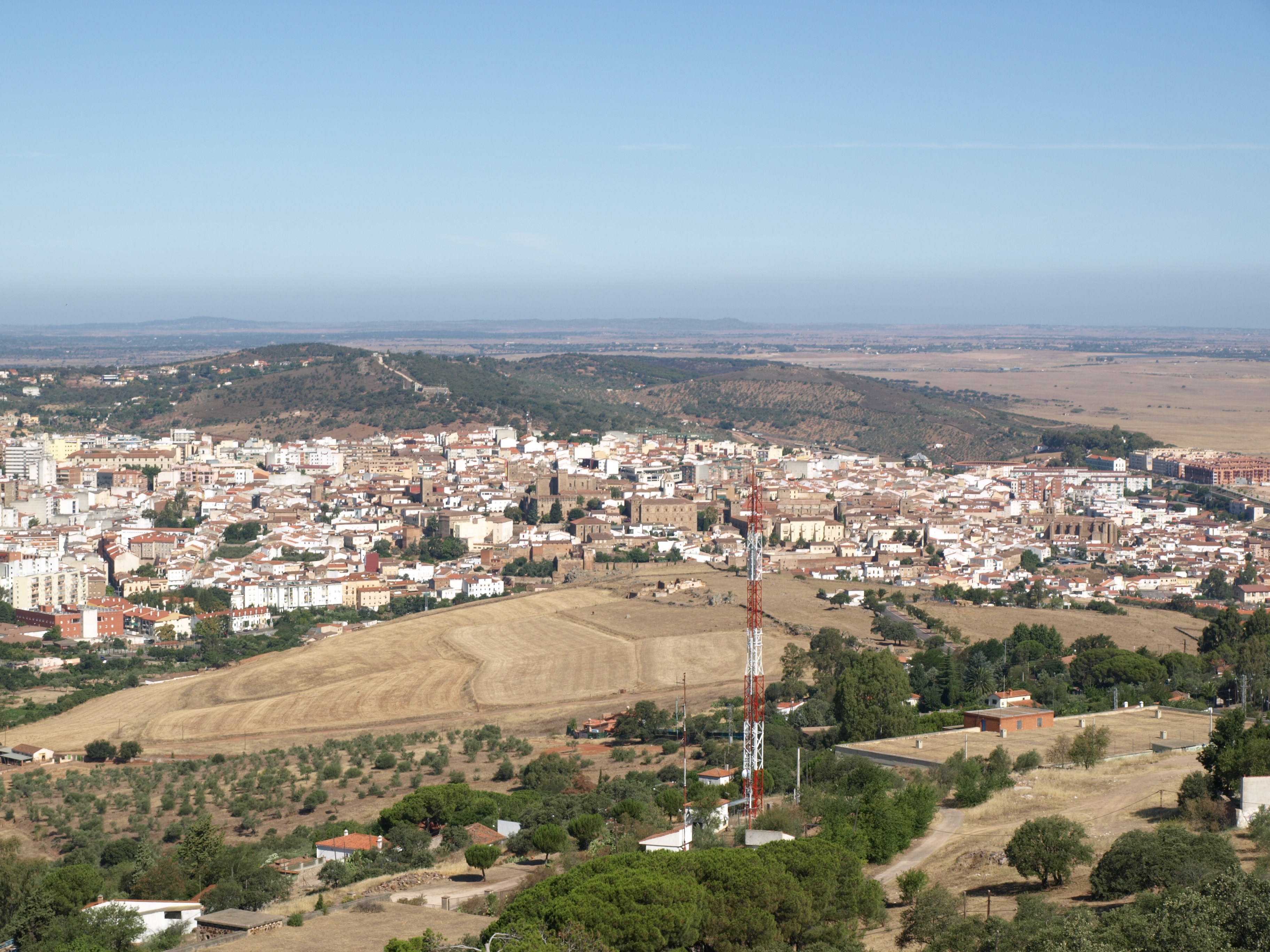
Vista de la ciudad desde el santuario.

La Virgen de la Montaña está considerada uno de los símbolos de Cáceres y, más allá del ámbito religioso, forma parte del patrimonio cultural inmaterial de la ciudad. Debido a ello, son numerosas las instituciones públicas y privadas de diversos puntos de la ciudad que llevan el nombre de la Virgen, entre las cuales destacan el antiguo hospital ubicado en Cánovas, el colegio público del barrio de Casas Baratas, el cementerio municipal y varias calles y barrios.
En el ámbito de las vías públicas, en Cáceres hay tres que llevan el nombre de "la Montaña": una importante avenida en el centro de la ciudad junto al paseo de Cánovas, una pequeña calle junto a la iglesia de Santiago y la carretera que lleva al santuario. Junto a la avenida hay un barrio llamado Virgen de la Montaña en el mapa oficial de barrios del Ayuntamiento, pero las asociaciones de vecinos discrepan sobre este último nombre e incluyen a esas calles en un área llamada "Zona Centro", refiriéndose estas asociaciones como "Virgen de la Montaña" al barrio de San Marquino.
En los años 1960 y 1970 se hizo muy popular tanto en la ciudad como en su provincia el nombre femenino "Montaña" o "María Montaña", siendo Cáceres la provincia donde es más común este nombre de mujer. Desde principios del siglo XXI, el nombre está en declive y no se suele nombrar así a las niñas locales.